# Synagoge Bad Camberg

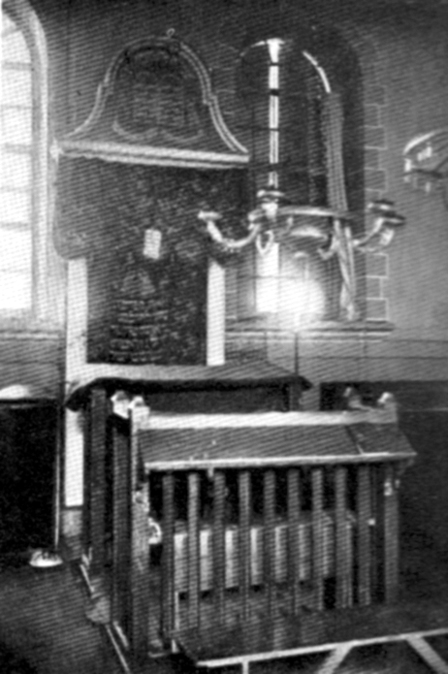
Innenansicht der Synagoge in Bad Camberg

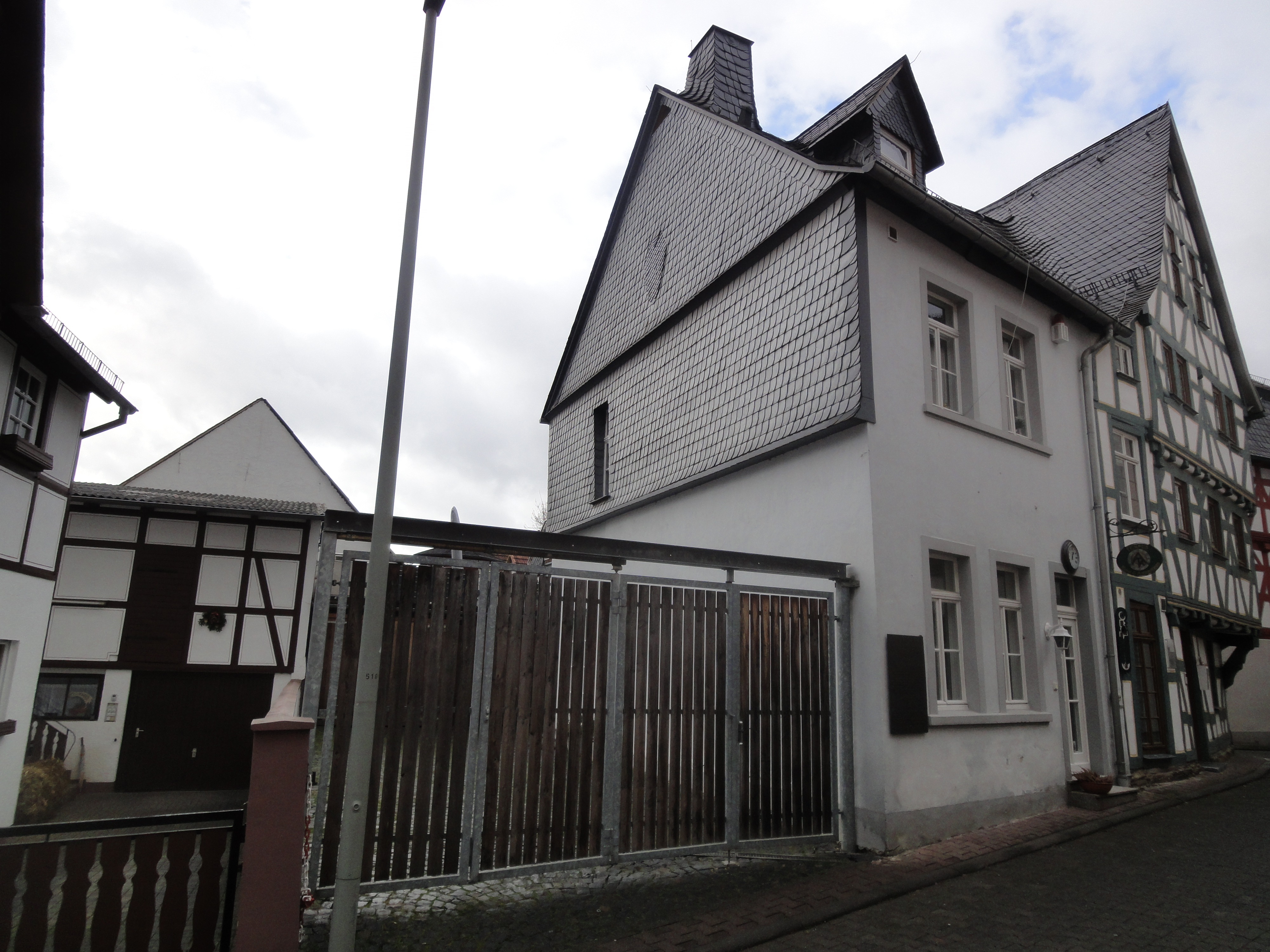
In der freien Hoffläche stand die Synagoge in Bad Camberg

Die ehemalige Synagoge in der Taunusstadt Bad Camberg stand in der Schmiedgasse 4. An sie erinnert nur noch eine Gedenktafel. Sie wurde beim Novemberpogrom 1938 durch Nationalsozialisten niedergerissen.

## Geschichte
Eine Synagoge („Judenschule“) wird in Bad Camberg erstmals 1770 genannt. Unbekannt ist, ob es sich hierbei um einen Betraum in einem der jüdischen Häuser oder schon um ein eigenes Gebäude handelte.
1837 erwarb die jüdische Gemeinde das ehemalige Brauhaus in der Schmiedgasse 4 (irrtümlich oft als Schmiedegasse bezeichnet), wo 1838 die Synagoge eingerichtet wurde. Diese hatte 41 Männer- und 24 Frauenplätze. Nach dem Einreißen 1938 blieb die Fläche unbebaut.

## Gedenken
Auf Initiative des Vereins Historisches Camberg e. V. wurde am 8. November 1991 an der Stelle der ehemaligen Synagoge eine Gedenktafel angebracht. Sie trägt folgende Inschrift: Und haben bis zum Grunde alle Stätten deines Namens entweiht. – Psalm 74,7b. – Auf der Hoffläche dieses Anwesens stand die Camberger Synagoge. In der Pogromnacht am 9. November 1938 wurde die Synagoge geschändet. Zu diesem Zeitpunkt lebten 69 jüdische Mitbürger in unserer Stadt. Einige konnten noch rechtzeitig auswandern, andere wurden in Konzentrationslagern ermordet. Das Schicksal von vielen ist ungewiss. 1945, am Ende der Naziherrschaft, lebten keine jüdischen Mitbürger mehr in Camberg. – Möge diese Tafel mahnen, zu allen Zeiten und unter allen Bedingungen für das Recht und die Würde aller Menschen einzustehen.